# Josephine de Gondrecourt
Josephine de Gondrecourt (Saint-Mihiel, 1738 - Leuven, 1805) was tussen 1791 en 1796 de laatste abdis van de Abdij van Herkenrode.

## Biografie
Deze abdis werd in 1738 te Saint-Mihiel (Département de la Meuse, Frankrijk) geboren als Marie-Hyacinte de Gondrecourt. Tot haar aanstelling als abdis nam zij in het klooster het mandaat van beursmeesteres waar. Haar devies luidde Domino fidelis. Deze abdis stond bekend als een wijs en voorzichtig bestuurder in de moeilijke jaren die de opheffing van het convent voorafgingen. Aan de realisatie van de bouwplannen onder impuls van de twee vorige abdissen kwam definitief een eind in 1794 na de komst van de Franse bezettingstroepen. De 26 zusters en de abdis vluchtten naar het Duitse Rijk en keerden midden 1795 terug. In 1796 hief de Franse bezetter het klooster op en de abdis trachtte een tijdlang de resterende abdijgoederen bijeen te houden.In de daaropvolgende jaren werden de domeingoederen echter bij openbare verkoop te gelde gedaan. In 1802 viel het doek definitief over de abdij. De vroegere abdis verhuisde naar Leuven waar zij in 1805 overleed.

## Getuigenis van priester H.J.Lesage na een bezoek aan de abdij van Herkenrode in 1793
L'abbye d'Herkenrode n'était éloignée que de quatre lieues de mon domicile. J'en faisais commodément le voyage à pied dans un demi-jour. L'abesse était française, née en Lorraine (de Gondrecourt); ses soeurs au nombre de 26 Dames et presqu'autant de converses étaient flamande, allemandes ou liégoises. Leur monastère était sur le pays de Liège à une lieue de la petite ville de Hasselt.

C'est une immense édifice, qui dans le bon temps des cloîtres a du contenir plus d'une centaine de religieuses, et les revenus en auraient fait subsister encore davantage, si des procès, des accidents et surtout une mauvaise administration n'eussent dérangé notablement le temporel de cette opulente maison.

## Wapenenspreuk

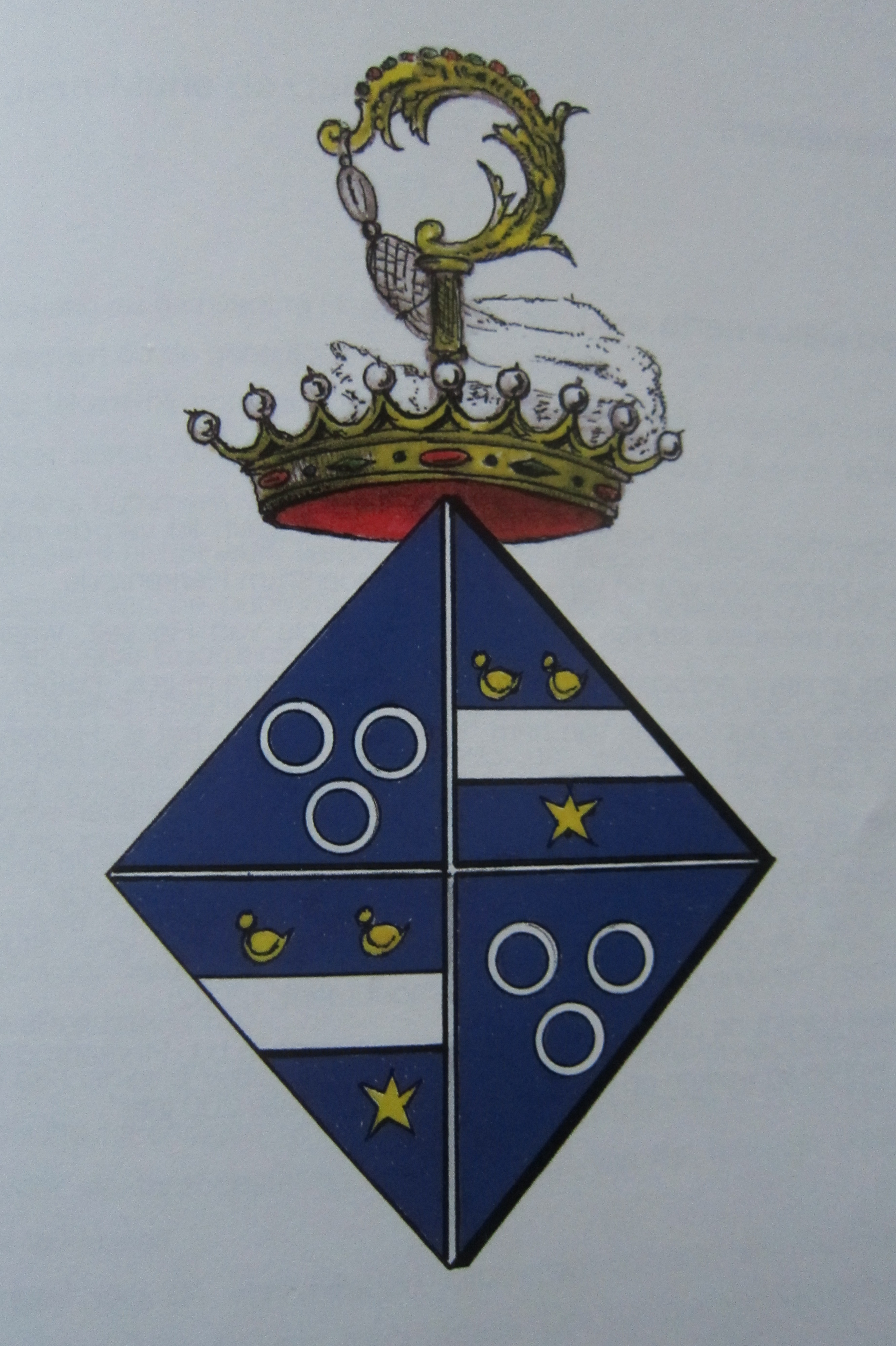
Wapen abdis Josephine de Gondrecourt

De blazoenering van het wapen van de abdis luidt als volgt:
- Gevierendeeld
  - I.-IV.   Lazuur drie zilveren ringen, geplaatst 2 en 1 (abdiswapen).
  - II.-III. In lazuur een dwarsbalk van zilver, vergezeld in het schildhoofd van twee merletten en in het punt een vijfpuntige ster, alles van goud (Gondrecourt).
- Spreuk: DOMINO FIDELIS